# Trametes ochroflava
Trametes ochroflava är en svampart som beskrevs av Cooke 1880. Trametes ochroflava ingår i släktet Trametes och familjen Polyporaceae.   Inga underarter finns listade i Catalogue of Life.